# Легка мішень
Легка мішень (англ. Soft Target) — американський бойовик 2006 року.

## Сюжет
Вибаглива та неприваблива дівчина за викликом стала єдиним свідком жорстокого вбивства. Причому настільки шокуючого, що воно перевернуло світ правосуддя та організованої злочинності. На дівчину починається справжнє полювання. Тепер до неї приставлені двоє поліцейських, головна мета яких — довезти в цілості й неушкодженості до суду єдиного свідка.

## У ролях
- Дон «Дракон» Вілсон — Денні Тайлер
- Олів'є Грюнер — Філ Йордан
- Гері Б'юзі — Джон Роуз
- Фред Вільямсон — Джек Пекстон
- Діана Кауффман — Енджел
- Мартін Коув — Джейк Лавлор
- Майкл Кавалері — Нуджентті молодший
- Майкл Р. Тейер — Джон Коновер
- Джеррі Ейрола — Джей Джей Дратлер
- Брет Робертс — Бертон
- Вінс Мелоччі — Дінеллі
- Лоррейн Фарріс — Єва
- Манушка Гуеррір — Шеррі — бармен
- Сюзанн фон Шаак — Базз
- Майкл Мацуда — Mugger
- Кара Волл — подруга
- Едді Муі — парубок
- Марк Парра — Хосе
- Рік Алмада — Кантор
- Мартін Моралес — сутенер
- Карлос Дель Валле — репортер
- Ерік Рутерфорд — Слейтор
- Моріс Ламонт — Том
- Т.Дж. Харт — Джуді
- Нік Ді Бріцці мол. — Боббі